# Life Is But a Dream
Pour l’article ayant un titre homophone, voir Life Is But a Dream….
 (janvier 2024).
La mise en forme du texte ne suit pas les recommandations de Wikipédia : il faut le « wikifier ».
Les points d'amélioration suivants sont les cas les plus fréquents. Le détail des points à revoir est peut-être précisé sur la page de discussion.
- Les titres sont pré-formatés par le logiciel. Ils ne sont ni en capitales, ni en gras.
- Le texte ne doit pas être écrit en capitales (les noms de famille non plus), ni en gras, ni en italique, ni en « petit »…
- Le gras n'est utilisé que pour surligner le titre de l'article dans l'introduction, une seule fois.
- L'italique est rarement utilisé : mots en langue étrangère, titres d'œuvres, noms de bateaux, etc.
- Les citations ne sont pas en italique mais en corps de texte normal. Elles sont entourées par des guillemets français : « et ».
- Les listes à puces sont à éviter, des paragraphes rédigés étant largement préférés. Les tableaux sont à réserver à la présentation de données structurées (résultats, etc.).
- Les appels de note de bas de page (petits chiffres en exposant, introduits par l'outil «  Source ») sont à placer entre la fin de phrase et le point final[comme ça].
- Les liens internes (vers d'autres articles de Wikipédia) sont à choisir avec parcimonie. Créez des liens vers des articles approfondissant le sujet. Les termes génériques sans rapport avec le sujet sont à éviter, ainsi que les répétitions de liens vers un même terme.
- Les liens externes sont à placer uniquement dans une section « Liens externes », à la fin de l'article. Ces liens sont à choisir avec parcimonie suivant les règles définies. Si un lien sert de source à l'article, son insertion dans le texte est à faire par les notes de bas de page.
- La présentation des références doit suivre les conventions bibliographiques. Il est recommandé d'utiliser les modèles {{Ouvrage}}, {{Chapitre}}, {{Article}}, {{Lien web}} et/ou {{Bibliographie}}. Le mode d'édition visuel peut mettre en forme automatiquement les références.
- Insérer une infobox (cadre d'informations à droite) n'est pas obligatoire pour parachever la mise en page.

Pour une aide détaillée, merci de consulter Aide:Wikification.
Si vous pensez que ces points ont été résolus, vous pouvez retirer ce bandeau et améliorer la mise en forme d'un autre article.
Pour plus de détails, voir Fiche technique et Distribution.
Life Is But a Dream est un téléfilm autobiographique de 2013, co-réalisé et produit par la chanteuse américaine Beyoncé Knowles lors de ses débuts en tant que réalisatrice.
Le film est sorti le 16 février 2013 sur le réseau HBO, en collaboration avec Parkwood Entertainment, la société de Beyoncé. Le film combine des images de caméras professionnelles, des vidéos privées de l'ordinateur portable de Beyoncé et de sa revue de quatre nuits de mai 2012 à Revel Atlantic City.
À sa sortie, le documentaire a reçu des critiques mitigées. Il a été nommé dans la catégorie NAACP Image Award pour un documentaire exceptionnel lors de la 45e édition des NAACP Image Awards.

## Historique
Le projet est issu de séquences d'archives et de photographies conservées dans une salle de stockage numérique dans les bureaux de Beyoncé. Depuis 2005, elle a embauché un « directeur visuel » pour filmer sa vie et a également utilisé une caméra vidéo sur son ordinateur personnel.
Beyoncé est connue pour insister sur le respect de la vie privée et les médias ont salué le film comme un rare aperçu de sa vie privée. Il comportait des parties de son mariage avec Jay-Z, de sa fausse couche, de la naissance de sa fille Blue Ivy, ainsi que de sa séparation professionnelle avec son père et manager Mathew Knowles.
Beyoncé a abordé ce sujet dans une interview avec le magazine GQ, déclarant : « I always battle with : How much do I reveal about myself ? How do I keep my humility ? How do I keep my spirit and the reality ? And how do I continue to be generous to — to my fans and to my craft ? And how do I stay current ? But how do I stay soulful ? And it is the battle of my life. When I walk into a stage I'm able to come out of my shell and be as fabulous and over the top and strong and powerful as I want to be ».
Au Royaume-Uni, Life Is But a Dream a été diffusé sur BBC One le 28 mars 2013 à 22h35,.
Le film est sorti en Australie, via Village Cinemas, le 8 mai 2013.
En Belgique, la chaîne de télévision Eén a diffusé le film sous le titre Het verhaal van... Beyoncé le 9 mai 2013 à 22h30.

## Promotion
Le film a été présenté en avant-première au Ziegfeld Theatre de New York le 12 février 2013. Beyoncé (portant une robe Elie Saab) était présente, avec son mari Jay-Z, sa mère Tina Knowles, sa sœur Solange Knowles, Oprah Winfrey, Russell Simmons et Doutzen Kroes.
Beyoncé est apparue dans Oprah's Next Chapter d'Oprah Winfrey, principalement pour discuter du contenu et de la réalisation du film, ainsi que de son spectacle récent lors de la mi-temps du Super Bowl.

## Réception
Le site d'agrégation de critiques Metacritic, qui attribue une note moyenne pondérée sur 100 aux critiques, donne au film une note moyenne de 56 sur la base de 14 critiques, ce qui indique des critiques mitigées ou moyennes. . Oprah Winfrey, qui a assisté à la première et interviewé Beyoncé avant la projection, qualifie le film de « férocement valorisant » et déclare « elle m'a choquée, j'étais en larmes. ...]. Elle a fait un travail extraordinaire [...]. Je pense que ce documentaire va changer la donne. ».
Brad Wete, de Billboard, fait également l'éloge du film en déclarant : « La vie n'est qu'un rêve est une agréable surprise à regarder [...]. La machine à succès bien huilée et entraînée par les médias a un cœur. Et il est énorme ». Adam Markovitz, d'Entertainment Weekly, décrit le documentaire comme un « mélange délicat de calcul et de confession, conçu pour nous faire pénétrer juste assez loin dans le monde de Knowles pour que nous restions intéressés par sa prochaine tournée, son prochain album, son allégeance au soda, etc ». Carrie Battan de Pitchfork écrit qu'« il n'y a pas d'idée inédite, pas de secret à découvrir dans ce documentaire, à part le fait qu'elle est tout simplement tout ce que nous voulons qu'elle soit ».

## Distribution
- Beyoncé
- Jay Z
- Blue Ivy Carter
- Tina Knowles
- Mathew Knowles
- Kelly Rowland
- Solange Knowles
- Michelle Williams
- Daniel Julez Smith, Jr.
- LeToya Luckett
- LaTavia Roberson

### Audiences
Le documentaire a attiré 2,3 millions de téléspectateurs lors de sa première diffusion. Il s'agit de la plus grande audience pour un documentaire de HBO depuis que Nielsen a révisé sa méthode de mesure de l'audience en 2004. L'épisode du Oprah's Next Chapter dans lequel Beyoncé est apparu pour discuter du film a été regardé par 1,3 million de téléspectateurs.
Life Is But a Dream est sorti sur DVD et Blu-ray le 25 novembre 2013 dans un coffret de deux disques avec des séquences de concert bonus filmées à Revel Atlantic City en 2012 et intitulées Live in Atlantic City. Il présentait également la nouvelle chanson God Made You Beautiful.
Le DVD est devenu le premier palmarès britannique de Beyoncé dans sa carrière sur le UK Music DVD Chart et sa quatrième vidéo numéro un sur le Billboard Top Music Videos,. Il a également eu du succès dans différents pays d'Europe, entrant dans le top dix de plusieurs classements.